# Razvitak

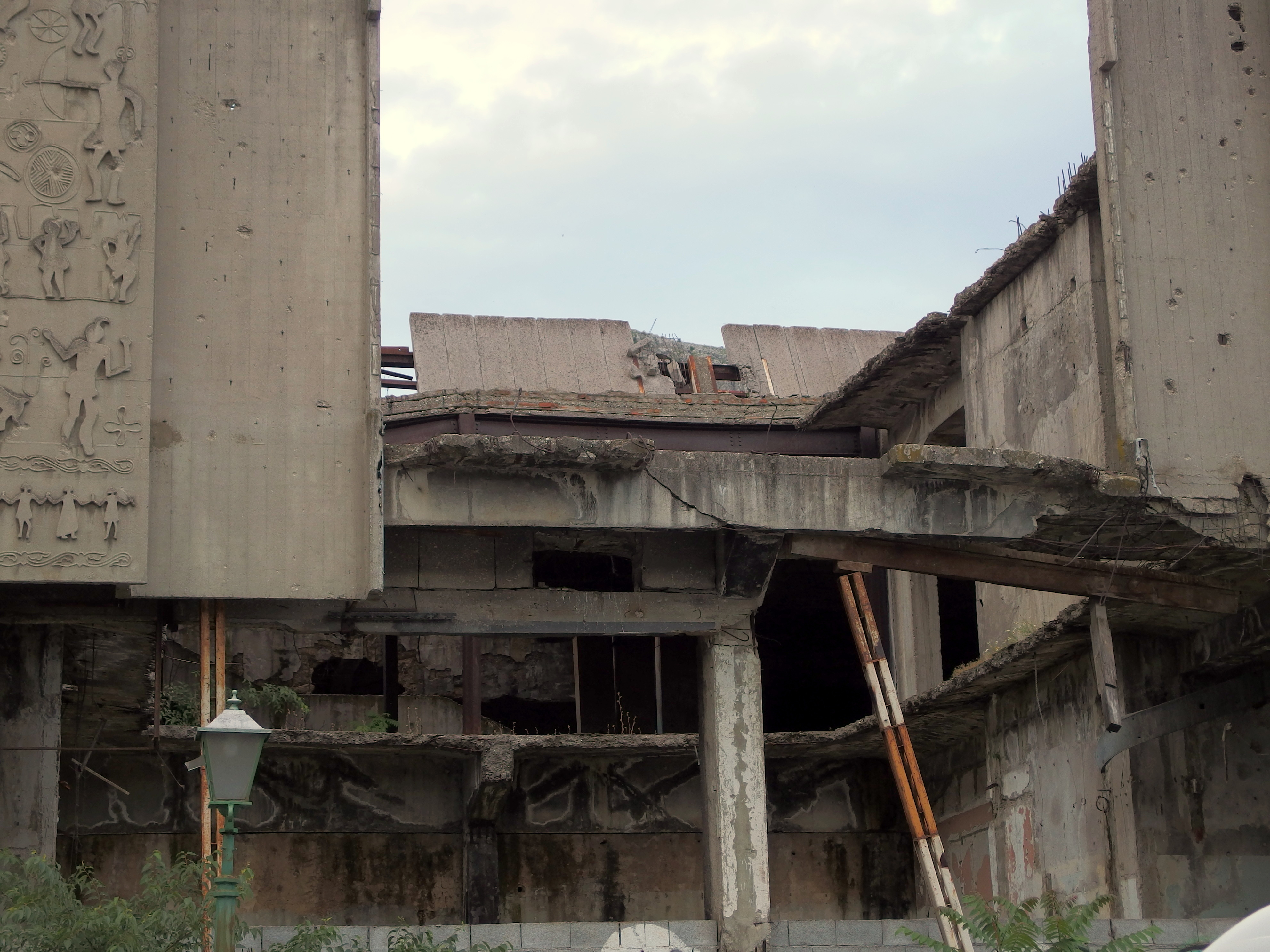
Zničená část fasády.

Razvitak (česky doslova Rozvoj) je název pro bývalý obchodní dům, který se nachází v bosenském Mostaru. Brutalistická stavba se nachází na rohu ulic Braće Brkić a Maršala Tita ve východní části města.

## Historie
Obchodní dům byl vybudován na přelomu 60. a 70. let 20. století. Návrh architekta Ante Paljagy sice vznikl v duchu brutalistních staveb Jugoslávie své doby, odkazoval nicméně i na tradiční bosenskou architekturu, a to především díky rozmístění dekorativních betonových reliéfů ve vrchní části budovy ze všech jejích stran. Motivy, kterými se inspiroval, odkazovaly na tzv. stećky, středověké náhrobní kameny, které se nacházejí na území celé Bosny a Hercegoviny.
Slavnostně byl otevřen dne 1. března 1970. Byl symbolem moderního rozvoje města, funkční obchodní centrum s několika stovkami zaměstnanců bylo v provozu úspěšně až do války v Bosně a Hercegovině na počátku 90. let 20. století. 
Po skončení konfliktu obchodní dům nebyl rekonstruován, prostory byly vyrabovány a staly se cílem sběratelů kovů. V zničených prostorech často přespávali bezdomovci. Dekorativní betonové plochy s reliéfy nesly i v druhé dekádě 21. století stopy po granátometné palbě. Město Mostar v roce 2018 vypracovalo studii na přestavbu a modernizaci centra.